# Pere Cortès Moll
Pere Cortès Moll, (Ciutadella, Menorca, 1842 – 1915) fou un empresari menorquí, organitzador de la primera societat moderna de calçat de l'illa, que va consolidar les exportacions a Cuba.

## Biografia
Va néixer el 13 de març del 1842 a Ciutadella, fill de Pere Cortès Faner, de professió jornaler. D'orígens modestos, els seus estudis no van anar més enllà de l'ensenyament elemental. El 1860 ingressà en el taller de Jeroni Cabrisas, que havia fet fortuna amb un important taller de sabateria a l'Havana.
Els excel·lents resultats obtinguts el van portar el 1866 a associar-se amb altres mestres per fundar la societat col·lectiva “Pedro Cortés y compañía”, que adoptà el nom comercial de La Perla Menorquina. Inicialment comptava amb nou operaris i fabricava botines i plantofes d'home. Suposà la superació del concepte de taller, per la creació d'un departament administratiu i d'una fase de modelatge pròpia, la qual cosa li donava la capacitat d'arribar als clients, sense la intervenció dels intermediaris. Per aquest motiu és el primer sabater que mereix la consideració d'empresari. Introduí un model de gestió jerarquitzat: la fàbrica era l'establiment declarat oficialment i per a ella treballaven diversos tallers.
Des del principi, l'empresari va establir relacions comercials amb companyies importadores de Cuba i amb els seus agents a Barcelona. Cortès destacà en el modelatge. L'expansió de l'empresa fou ràpida: el primer taller del 1866, donà pas a un altre espai més gran el 1868; el 1872 l'empresa va adquirir uns terrenys al carrer 9 de juliol on la societat va decidir aixecar una nova fàbrica, que seria la més gran de Menorca. El 1886 la fàbrica ocupava a 80 sabaters i 50 ajuntadores, sense comptar els que treballaven als tallers dependents de l'empresa. En els seus millors moments, la manufactura arribaria a donar feina a 150 treballadors.
La saturació del mercat cubà provocava aturades periòdiques de les comandes de les pelleteries de l'Havana. Després d'intentar obrir infructuosament el mercat de Rio de Janeiro, Cortès va optar per muntar botiga a Cuba. El 1883 inaugurava La Horma Grande a l'Havana; anys més tard obriria El Paseo a la capital antillana.
Si l'evolució general de les exportacions de calçat a Cuba havien tingut una tendència ascendent des del 1866, el 1883 marcava l'inici d'un llarg període d'estancament. El 1894 l'economia cubana entrà en crisi per la imposició d'aranzels a les exportacions per part dels Estats Units. L'estancament es va agreujar amb l'inici de la Guerra de la Independència el febrer del 1895. Quan les sabates foren expedides a l'Havana els preus aconseguits no foren rendibles i les vendes es van realitzar amb pèrdues considerables: l'empresari va perdre en l'operació no menys de 140.000 ptes. El juny del 1900, Pere Cortés y cia només tenia 40 treballadors. Després de la independència de Cuba, tot i que inicialment les vendes es van recuperar, la tendència fou depressiva, puntada amb crisis com la del 1906, davant la qual els fabricants de sabates van intentar diversificar les vendes a altres mercats (París, Lyon, Barcelona i Palma).
Amb 74 anys encara treballava tota la jornada com a tallador. Va morir el 12 de juliol del 1915 a Ciutadella, a resultes de les complicacions sorgides arran d'una operació quirúrgica. Els seus fills, i posteriorment els seus nets van continuar amb el negoci, que van prosseguir fins al 1974.

## Activitat política i institucional
Va participar activament en política dins del partit republicà. A la Revolució Gloriosa, l'octubre del 1868, va ser nomenat regidor de la Junta de Salvació i Govern de Ciutadella. A les eleccions del mes de desembre fou elegit regidor de l'Ajuntament, on s'hi està fins al març del 1872. Tornà a ser elegit el 1885 i el 1887 i fou segon tinent de batle fins a finals del 1889. El 1891 fou elegit primer president del Fomento de la Zapatería de Ciudadela, que agrupava els principals fabricants del calçat de la ciutat.

## Premis i reconeixements
- El 1878 fou guardonat amb una medalla de bronze en l'apartat de botina.en l'Exposició Universal de París.
- El 1918 l'Ajuntament el declarà Fill Il·lustre de Ciutadella i el 1922 va aprovar donar el nom de l'empresari al carrer de ses Andrones.[6]